# Brühl (Severní Porýní-Vestfálsko)
Brühl ( německá výslovnost) je město v Německu, v Severním Porýní-Vestfálsku, v zemském okrese Rýn-Erft, vzdálené 20 kilometrů od centra Kolína nad Rýnem. Má asi 44 000 obyvatel.

## Historie
Brühl získal městská práva roku 1285. Od roku 1567 byl Brühl sídlem arcibiskupa Kolínského. V 18. století nechal arcibiskup Clemens August zrušit starý hrad a místo něho nechal postavit zámky Augustusburg a Falkenlust, které jsou dnes na světovém dědictví UNESCO. Do roku 1990 byl zámek Augustusburg využíván zahraničními návštěvami Západního Německa.

## Pamětihodnosti
- Zámky Augustusburg a Falkenlust (UNESCO)
- Zábavní park Phantasialand
- Muzeum Maxe Ernsta, muzeum surrealistického malíře, který odsud pocházel, otevřeno roku 2005
- 2 menší muzea v centru o místní historii a literatuře
- Porýnský národní park

## Starostové
- 1996-1999 Wili Mengel (SPD)
- 1999-2013 Michael Kreuzberg (CDU)
- Od 2014 Dieter Freytag (SPD)

## Doprava
V Brühlu je nádraží na dráze z Kolína nad Rýnem do Mohuče. Dále sem jezdí také příměstské vlaky z Kolína nad Rýnem (linka 18). Jezdí zde také autobusy.

## Slavní rodáci
- Max Ernst (1891-1976), surrealistický malíř

## Sousední města
Území Brühlu sousedí s těmito městy:
- Hürth
- Kolín nad Rýnem
- Wesseling
- Bornheim
- Weilerswist
- Erftstadt

## Partnerská města
- Royal Leamington Spa, Velká Británie
- Sceaux, Francie